# Număr ONU

Numărul ONU 1203 corespunde benzinei

Numărul ONU (număr al Organizației Națiunilor Unite, engleză UN number) este un identificator numeric pentru substanțe chimice sau pentru materiale periculoase (explozive, oxidante, radioactive, toxice, corozive, inflamabile, etc), utilizat pentru transportul internațional al acestor bunuri. Unele substanțe periculoase au propriul număr ONU (de exemplu, acrilamida are numărul ONU 2074), iar unele substanțe sau produse cu proprietăți similare sunt grupate sub un număr ONU comun (de exemplu, lichidele inflamabile au numărul ONU 1993). De asemenea, un anumit compus poate avea numere ONU diferite pentru fiecare fază termodinamică (solid sau lichid), dacă proprietățile acestuia diferă semnificativ între faze. Substanțele cu diferite nivele de puritate (sau concentrație, în soluție) pot de asemenea să primească numere ONU diferite în funcție de aceasta.
Numerele ONU sunt de la ONU 0004 până la ONU 3534 (ONU 0001 – 0003 nu mai există) și sunt acordate de către Comitetul de Experți ECOSOC  privind  Transportul  Mărfurilor  Periculoase (engleză United Nations Committee of Experts on the Transport of Dangerous Goods).